# 6559 Nomura
A 6559 Nomura (ideiglenes jelöléssel 1991 JP) a Naprendszer kisbolygóövében található aszteroida. Matsuo Sugano és Koyo Kawanishi fedezte fel 1991. május 3-án.